# Maia Filar
Maia Filar est une actrice Canadienne.

## Filmographie
- 1991 : Deceived : Carol Gingold
- 1992 : Used People : Rhonda
- 1993 : Thirty Two Short Films About Glenn Gould : Girl
- 1994 : Thicker Than Blood: The Larry McLinden Story (TV) : Tina (11)
- 1994 : The Magic School Bus (série TV) : Phoebe Terese (voix)
- 1994 : Madonna: Innocence Lost (TV) : Madonna at 10
- 1996 : Flash Forward (série TV) : Abbie Lee Cooper
- 1997 : Chair de poule (Goosebumps) (TV) : Tasha McClain
- 2000 : Jailbait (TV) : Denise